# Украина на летних Олимпийских играх 2012
Украина на летних Олимпийских играх 2012 была представлена Национальным олимпийским комитетом Украины (НОКУ).

## Награды
| Медаль  | Спортсмен                                                                | Вид спорта                  | Дисциплина                                  | Дата            |
| ------- | ------------------------------------------------------------------------ | --------------------------- | ------------------------------------------- | --------------- |
| Золото  | Яна Шемякина                                                             | Фехтование                  | Женщины, шпага, личное первенство           | 30 июля 2012    |
| Золото  | Екатерина Тарасенко Наталия Довгодько Анастасия Коженкова Яна Дементьева | Академическая гребля        | Женщины, парные четвёрки                    | 1 августа 2012  |
| Золото  | Юрий Чебан                                                               | Гребля на байдарках и каноэ | Мужчины, каноэ-одиночка, 200 метров         | 11 августа 2012 |
| Золото  | Александр Усик                                                           | Бокс                        | Мужчины, до 91 кг                           | 11 августа 2012 |
| Золото  | Василий Ломаченко                                                        | Бокс                        | Мужчины, до 60 кг                           | 12 августа 2012 |
| Серебро | Инна Осипенко-Радомская                                                  | Гребля на байдарках и каноэ | Женщины, байдарки-одиночки, 200 метров      | 11 августа 2012 |
| Серебро | Инна Осипенко-Радомская                                                  | Гребля на байдарках и каноэ | Женщины, байдарки-одиночки, 500 метров      | 9 августа 2012  |
| Серебро | Денис Беринчик                                                           | Бокс                        | Мужчины, до 64 кг                           | 11 августа 2012 |
| Серебро | Валерий Андрейцев                                                        | Вольная борьба              | Мужчины, до 96 кг                           | 12 августа 2012 |
| Бронза  | Юлия Паратова                                                            | Тяжёлая атлетика            | Женщины, до 53 кг                           | 30 июля 2012    |
| Бронза  | Елена Костевич                                                           | Стрельба                    | Женщины, пневматический пистолет, 10 метров | 29 июля 2012    |
| Бронза  | Елена Костевич                                                           | Стрельба                    | Женщины, малокалиберный пистолет, 25 метров | 1 августа 2012  |
| Бронза  | Ольга Харлан                                                             | Фехтование                  | Женщины, сабля, личное первенство           | 1 августа 2012  |
| Бронза  | Ольга Саладуха                                                           | Лёгкая атлетика             | Женщины, тройной прыжок, личное первенство  | 5 августа 2012  |
| Бронза  | Игорь Радивилов                                                          | Спортивная гимнастика       | Мужчины, опорный прыжок, личное первенство  | 6 августа 2012  |
| Бронза  | Олеся Повх Елизавета Брызгина Кристина Стуй Мария Ремень                 | Лёгкая атлетика             | Женщины, эстафета 4×100 м                   | 10 августа 2012 |
| Бронза  | Тарас Шелестюк                                                           | Бокс                        | Мужчины, до 69 кг                           | 10 августа 2012 |
| Бронза  | Александр Гвоздик                                                        | Бокс                        | Мужчины, до 81 кг                           | 10 августа 2012 |
| Бронза  | Алина Логвиненко Ольга Земляк Анна Ярощук Наталья Пигида                 | Лёгкая атлетика             | Женщины, эстафета 4×400 м                   | 11 августа 2012 |

## Состав Украинской олимпийской команды

### Академическая гребля
В следующий раунд из каждого заезда проходили несколько лучших экипажей (в зависимости от дисциплины). В утешительный заезд попадали спортсмены, выбывшие в предварительном раунде. В финал A выходили 6 сильнейших экипажей, остальные разыгрывали места в утешительных финалах B-F.
Мужчины
| Соревнование  | Спортсмены                  | Предварительный заезд | Предварительный заезд | Предварительный заезд | Отборочный заезд | Отборочный заезд | Отборочный заезд | Четвертьфинал | Четвертьфинал | Четвертьфинал | Полуфинал | Полуфинал | Полуфинал | Финал   | Финал   | Итоговое место |
| Соревнование  | Спортсмены                  | Заезд                 | Время                 | Место                 | Заезд            | Время            | Место            | Заезд         | Время         | Место         | Заезд     | Время     | Место     | Время   | Место   | Итоговое место |
| ------------- | --------------------------- | --------------------- | --------------------- | --------------------- | ---------------- | ---------------- | ---------------- | ------------- | ------------- | ------------- | --------- | --------- | --------- | ------- | ------- | -------------- |
| двойки парные | Дмитрий Михай Артём Морозов | 2                     | 6:49,70               | 4                     | 1                | 6:30,19          | 2 Q              | не проводится | не проводится | не проводится | 1         | 6:36,52   | 6         | Финал B | Финал B | 11             |
| двойки парные | Дмитрий Михай Артём Морозов | 2                     | 6:49,70               | 4                     | 1                | 6:30,19          | 2 Q              | не проводится | не проводится | не проводится | 1         | 6:36,52   | 6         | 6:31,51 | 5       | 11             |

| Спортсмены | Соревнование    | Предварительная гонка | Предварительная гонка | Четвертьфинал | Четвертьфинал | Полуфинал | Полуфинал | Финал Б | Финал                 | Место |
| Спортсмены | Соревнование    | Время                 | Место                 | Время         | Место         | Время     | Место     | Время   | Время                 | Место |
| --- | --------------- | --------------------- | --------------------- | ------------- | ------------- | --------- | --------- | ------- | --------------------- | ----- |
| Гринь Сергей Довгодько Иван Павловский Владимир Зайцев Константин                                                                        | Парные четвёрки | 5:43,46               | 3                     | _             | _             | 6:16,23   | 5         | 6:01,23 | Завершили выступление | 9     |
| Холязников Антон Гребенников Виктор Тимко Иван Мороз Артём Приведа Андрей Клецкой Валентин Лыков Олег Чиканов Сергей Коновалюк Александр | Восьмерки       | 5:38,02               | 4                     | _             | _             | 5:42,19   | 6         | 6:07,33 | Завершили выступление | 8     |

Женщины
| Спортсмены                                                               | Соревнование    | Предварительная гонка | Предварительная гонка | Четвертьфинал | Четвертьфинал | Полуфинал | Полуфинал | Финал Б | Финал                 | Место |
| Спортсмены                                                               | Соревнование    | Время                 | Место                 | Время         | Место         | Время     | Место     | Время   | Время                 | Место |
| ------------------------------------------------------------------------ | --------------- | --------------------- | --------------------- | ------------- | ------------- | --------- | --------- | ------- | --------------------- | ----- |
| Кравченко Анна Буряк Елена                                               | Парные двойки   | 7:09,40               | 5                     | _             | _             | 7:23,02   | 6         | 7:36,65 | Завершили выступление | 10    |
| Тарасенко Екатерина Довгодько Наталия Коженкова Анастасия Дементьева Яна | Парные четвёрки | 6:14,82               | 1                     | _             | _             | _         | _         | _       | 6:35,93               |       |

### Бадминтон
Спортсменов — 2
| Соревнование             | Спортсмены        | 1/32 финала                              | 1/16 финала                                             | 1/8 финала            | Четвертьфинал         | Полуфинал             | Финал                 | Место |
| Соревнование             | Спортсмены        | Соперник Счёт                            | Соперник Счёт                                           | Соперник Счёт         | Соперник Счёт         | Соперник Счёт         | Соперник Счёт         | Место |
| ------------------------ | ----------------- | ---------------------------------------- | ------------------------------------------------------- | --------------------- | --------------------- | --------------------- | --------------------- | ----- |
| Мужской одиночный разряд | Завадский Дмитрий | Рашид Мохамед (MDV) Победа 21 : 8 21 : 8 | Тцвирбер Марк (GER) Поражение 21 : 17 10 : 21 16 : 21   | Завершил выступление  | Завершил выступление  | Завершил выступление  | Завершил выступление  | 33    |
| Женский одиночный разряд | Грига Лариса      | Юлия Шенк (GER) Победа 21 : 12 21 : 14   | Гаунхольт Кристина (CZE) Поражение 13 : 21 : 15 15 : 21 | Завершила выступление | Завершила выступление | Завершила выступление | Завершила выступление | 33    |

### Бокс
Спортсменов — 7
Мужчины
| Спортсмены        | Соревнование | 1/16 финала                     | 1/8 финала                    | Четвертьфинал                      | Полуфинал                              | Финал                          | Место |
| Спортсмены        | Соревнование | Соперник Результат              | Соперник Результат            | Соперник Результат                 | Соперник Результат                     | Соперник Результат             | Место |
| ----------------- | ------------ | ------------------------------- | ----------------------------- | ---------------------------------- | -------------------------------------- | ------------------------------ | ----- |
| Павел Ищенко      | до 56 кг     | Джозеф Диас (USA) П 9-19        | Завершил выступление          | Завершил выступление               | Завершил выступление                   | Завершил выступление           | 17    |
| Василий Ломаченко | до 60 кг     |                                 | Веллингтон Ариас (DOM) В 15-3 | Феликс Вердехо (PUR) В 14-9        | Ясниэль Толедо (CUB) В 14-11           | Хан Сун Чхоль (KOR) В 19-09    | 1     |
| Денис Беринчик    | до 64 кг     |                                 | Энтони Игит (SWE) В 24-23     | Джефф Хорн (AUS) В 21-13           | Уранчимэгийн Монх-Эрдэнэ (MGL) В 29-21 | Роньель Иглесиас (CUB) П 15-22 | 2     |
| Тарас Шелестюк    | до 69 кг     |                                 | Василий Белоус (MDA) В 15-7   | Алексис Вастен (FRA) В 18-18       | Эванс Фредди (GBR) П 10-11             | Завершил выступление           | 3     |
| Евгений Хитров    | до 75 кг     |                                 | Энтони Огого (GBR) П 18-18+   | Завершил выступление               | Завершил выступление                   | Завершил выступление           | 9     |
| Александр Гвоздик | до 81 кг     | Михаил Долголевец (BLR) В 18-10 | Браво Осмар (NCA) В 18-6      | Абдельхафид Беншабла (ALG) В 19-17 | Ниязымбетов Адильбек (KAZ) П 13-13+    | Завершил выступление           | 3     |
| Александр Усик    | до 91 кг     |                                 |                               | Артур Бетербиев (RUS) В 17-13      | Тервел Пулев (BUL) В 25-5              | Клементе Руссо (ITA) В 14-11   | 1     |

### Борьба
Спортсменов — 13
Вольная борьба среди мужчин
| Спортсмен             | Соревнование | 1/16 финала                  | 1/8 финала                      | Четвертьфинал               | Полуфинал                 | Финал                        | Место |
| Спортсмен             | Соревнование | Соперник Результат           | Соперник Результат              | Соперник Результат          | Соперник Результат        | Соперник Результат           | Место |
| --------------------- | ------------ | ---------------------------- | ------------------------------- | --------------------------- | ------------------------- | ---------------------------- | ----- |
| Федоришин Василий     | до 60 кг     | не участвовал                | Малхаз Заркуа (GEO) П 0 : 3     | Завершил выступление        | Завершил выступление      | Завершил выступление         | 9     |
| Квятковский Андрей    | до 66 кг     | не участвовал                | Акжурек Танатаров (KAZ) П 1 : 3 | Завершил выступление        | Завершил выступление      | Завершил выступление         | 9     |
| Алдатов Ибрагим       | до 84 кг     | Заурбек Сохиев (UZB) В 3 : 1 | Анзор Уришев (RUS) П 1 : 3      | Завершил выступление        | Завершил выступление      | Завершил выступление         | 9     |
| Андрейцев Валерий     | до 96 кг     | _                            | Рустам Искандари (TJK) В 3 : 1  | Хетаг Газюмов (AZE) В 3 : 1 | Реза Яздани (IRI) В 5 : 0 | Джейкоб Варнер (USA) П 1 : 3 | 2     |
| Хоцяновский Александр | до 120 кг    | Таха Акгюль (TUR) П 0 : 3    | Завершил выступление            | Завершил выступление        | Завершил выступление      | Завершил выступление         | 17    |

Греко-римская борьба
| Спортсмен      | Соревнование | 1/16 финала                   | 1/8 финала                   | Четвертьфинал                    | Полуфинал            | Финал                | Место |
| Спортсмен      | Соревнование | Соперник Результат            | Соперник Результат           | Соперник Результат               | Соперник Результат   | Соперник Результат   | Место |
| -------------- | ------------ | ----------------------------- | ---------------------------- | -------------------------------- | -------------------- | -------------------- | ----- |
| Рагимов Вьюгар | до 55 кг     | Ли Шуджин (CHN) П 1 : 3       | Завершил выступление         | Завершил выступление             | Завершил выступление | Завершил выступление | 17    |
| Темиров Ленур  | до 60 кг     | Алмат Кебиспаев (KAZ) П 0 : 3 | Завершил выступление         | Завершил выступление             | Завершил выступление | Завершил выступление | 17    |
| Рачиба Василий | до 84 кг     | не участвовал                 | Хайкелем Ачури (TUN) В 3 : 0 | Владимер Гегешидзе (GEO) П 1 : 3 | Завершил выступление | Завершил выступление | 5     |
| Орлов Евгений  | до 120 кг    | не участвовал                 | Рыза Каяалп ( TUR) П 0 : 3   | Завершил выступление             | Завершил выступление | Завершил выступление | 9     |

Вольная борьба среди женщин
| Спортсмен             | Соревнование | 1/16 финала                   | 1/8 финала                       | Четвертьфинал                  | Полуфинал                    | Матч за 3-е место               | Место |
| Спортсмен             | Соревнование | Соперник Результат            | Соперник Результат               | Соперник Результат             | Соперник Результат           | Соперник Результат              | Место |
| --------------------- | ------------ | ----------------------------- | -------------------------------- | ------------------------------ | ---------------------------- | ------------------------------- | ----- |
| Мерлени Ирина         | до 48 кг     | не участвовала                | Ким Хёнджу ( KOR) В 3 : 1        | Карипа Кастильо ( VEN) В 5 : 0 | Мария Стадник ( AZE) П 0 : 3 | Кларисса Чун ( USA) П 0 : 3     | 5     |
| Лазарева Татьяна      | до 55 кг     | не участвовала                | Рабаб Эйд (EGY) В 5 : 0          | Тоня Вербик (CAN) П 0 : 3      | Гита Пхогат (IND) В 3 : 0    | Жакелине Кастильо (COL) П 1 : 3 | 5     |
| Остапчук Юлия         | до 63 кг     | Елена Шалыгина ( KAZ) В 5 : 0 | Марианна ШаШтин ( HUN) В 3 : 0   | Любовь Волосова ( RUS) П 1 : 3 | Завершила выступление        | Завершила выступление           | 5     |
| Бурмистрова Екатерина | до 72 кг     | не участвовала                | Наталья Воробьева ( RUS) В 3 : 0 | Гюзель Манюрова ( KAZ) П 1 : 3 | Завершила выступление        | Завершила выступление           | 5     |

### Велоспорт
Спортсменов — 10

#### Шоссейный велоспорт
| Соревнование            | Спортсмены      | Время           | Место           |
| ----------------------- | --------------- | --------------- | --------------- |
| Групповая мужская гонка | Андрей Гривко   | 5:46:05         | 17              |
| Групповая мужская гонка | Дмитрий Кривцов | 5:46:37         | 66              |
| Групповая женская гонка | Елена Андрук    | Не финишировала | Не финишировала |

#### Трековый велоспорт
Женщины
| Соревнование                  | Спортсмены                                                        | Квалификация | Квалификация | Перезаезд                        | Полуфинал матча за 3-е место     | Матч за 3-е место              | Место |
| Соревнование                  | Спортсмены                                                        | Время        | Место        | Соперник Время                   | Соперник Время                   | Соперник Время                 | Место |
| ----------------------------- | ----------------------------------------------------------------- | ------------ | ------------ | -------------------------------- | -------------------------------- | ------------------------------ | ----- |
| Спринт                        | Шулика Любовь                                                     |              |              |                                  |                                  |                                |       |
| Спринт                        | Шулика Любовь                                                     | 11,319       | 10           | Великобритания · Победа · 11,520 | _                                | _                              | 7     |
| Командный спринт              | Шулика Любовь Цось Елена                                          | 32,708       | 7            | _                                | Великобритания · Победа · 33,620 | Австралия · Поражение · 33,491 | 4     |
| Командная гонка преследования | Бочкарёва Елизавета Галюк Светлана Калитовская Леся Шулика Любовь | 39,690       | 9            | Завершили выступление            | Завершили выступление            | Завершили выступление          | 9     |

Кейрин
Женщины
| Соревнование | Спортсмен     | Предварительный заезд | Перезаезд | Полуфинал             | Финал                 | Итоговое место |
| Соревнование | Спортсмен     | Место                 | Место     | Место                 | Место                 | Итоговое место |
| ------------ | ------------- | --------------------- | --------- | --------------------- | --------------------- | -------------- |
| кейрин       | Любовь Шулика | 5                     | 5         | Завершила выступление | Завершила выступление | 13             |

#### Маунтинбайк
Спортсменов − 2
| Спортсмен      | Соревнование         | Время   | Место |
| -------------- | -------------------- | ------- | ----- |
| Рысенко Сергей | Маунтинбайк, мужчины | 1:37:32 | 31    |
| Беломоина Яна  | Маунтинбайк, женщины | 1:35:48 | 13    |

### Водные виды спорта

#### Плавание
Спортсменов — 14
В следующий раунд на каждой дистанции проходят лучшие спортсмены по времени, независимо от места занятого в своём заплыве.
Мужчины
| Спортсмен        | Соревнование                | Четвертьфинал | Четвертьфинал | Полуфинал            | Полуфинал            | Финал                | Место |
| Спортсмен        | Соревнование                | Результат     | Место         | Результат            | Место                | Результат            | Место |
| ---------------- | --------------------------- | ------------- | ------------- | -------------------- | -------------------- | -------------------- | ----- |
| Димо Валерий     | 100 м брассом               | 1:01,27       | 23            | Завершил выступление | Завершил выступление | Завершил выступление | 23    |
| Борисик Игорь    | 200 м брассом               | 2:12,61       | 22            | Завершил выступление | Завершил выступление | Завершил выступление | 22    |
| Чуев Илья        | 200 м баттерфляем           | 1:59,65       | 28            | Завершил выступление | Завершил выступление | Завершил выступление | 28    |
| Андрей Говоров   | 50 м вольным стилем         | 22,09         | 7             | 22,12                | 14                   | Завершил выступление | 14    |
| Сергей Фролов    | 400 м вольным стилем        | _             | _             | 3:50,63              | 17                   | Завершил выступление | 17    |
| Сергей Фролов    | 1500 м вольным стилем       | _             | _             | 14:59,19             | 10                   | Завершил выступление | 10    |
| Исаков Александр | 100 м на спине              | 55,43         | 35            | Завершил выступление | Завершил выступление | Завершил выступление | 35    |
| Исаков Александр | 200 м на спине              | 2:00,78       | 30            | Завершил выступление | Завершил выступление | Завершил выступление | 30    |
| Шемберев Максим  | 200 м комплексным плаванием | 2:03,40       | 33            | Завершил выступление | Завершил выступление | Завершил выступление | 33    |
| Шемберев Максим  | 400 м комплексным плаванием | 4:16,63       | 15            | Завершил выступление | Завершил выступление | Завершил выступление | 15    |
| Червинский Игорь | 10 км в открытой воде       | _             | _             | _                    | _                    | 1:50:56,9            | 14    |

Женщины
| Спортсмен                                                            | Соревнование                    | Четвертьфинал | Четвертьфинал | Полуфинал             | Полуфинал             | Финал                 | Место |
| Спортсмен                                                            | Соревнование                    | Результат     | Место         | Результат             | Место                 | Результат             | Место |
| -------------------------------------------------------------------- | ------------------------------- | ------------- | ------------- | --------------------- | --------------------- | --------------------- | ----- |
| Дзеркаль Анна                                                        | 200 м брассом                   | 2:27,09       | 17            | Завершила выступление | Завершила выступление | Завершила выступление | 17    |
| Дзеркаль Анна                                                        | 200 м комплексным плаванием     | 2:14,55       | 18            | Завершила выступление | Завершила выступление | Завершила выступление | 18    |
| Дзеркаль Анна                                                        | 400 м комплексным плаванием     | _             | _             | 4:48,19               | 26                    | Завершила выступление | 26    |
| Ливер Мария                                                          | 100 м брассом                   | 1:11,23       | 37            | Завершила выступление | Завершила выступление | Завершила выступление | 37    |
| Степанюк Дарья                                                       | 50 м вольным стилем             | 25,70         | 33            | Завершила выступление | Завершила выступление | Завершила выступление | 33    |
| Зевина Дарина                                                        | 100 м на спине                  | 1:00,57       | 18            | Завершила выступление | Завершила выступление | Завершила выступление | 18    |
| Зевина Дарина                                                        | 200 м на спине                  | 2:09,40       | 9             | 2:09,70               | 12                    | Завершила выступление | 12    |
| Береснева Ольга                                                      | 10 км в открытой воде           | _             | _             | _                     | _                     | 1:58:44,4             | 7     |
| Дзеркаль Анна Ливер Мария Главник Ирина Зевина Дарина Степанюк Дарья | Эстафета 4×200 м вольным стилем | _             | _             | 8:12,67               | 15                    | Завершили выступление | 15    |

#### Прыжки в воду
Спортсменов — 15
Мужчины
| Спортсмены                              | Соревнование                 | Четвертьфинал | Четвертьфинал | Полуфинал | Полуфинал | Финал                | Место |
| Спортсмены                              | Соревнование                 | Результат     | Место         | Результат | Место     | Результат            | Место |
| --------------------------------------- | ---------------------------- | ------------- | ------------- | --------- | --------- | -------------------- | ----- |
| Кваша Илья                              | Трамплин, 3 метра            | 470,25        | 6             | 478,60    | 7         | 462,25               | 8     |
| Пригоров Алексей                        | Трамплин, 3 метра            | 439,8         | 17            | 414,15    | 16        | Завершил выступление | 16    |
| Бондарь Александр                       | Вышка, 10 метров             | 481,65        | 7             | 496,30    | 11        | 442,70               | 12    |
| Захаров Антон                           | Вышка, 10 метров             | 451,35        | 12            | 464,70    | 15        | Завершил выступление | 15    |
| Илья Кваша Алексей Пригоров             | Синхронный трамплин, 3 метра | _             | _             | _         | _         | 434,22               | 4     |
| Горшковозов Александр Бондарь Александр | Синхронная вышка, 10 метров  | _             | _             | _         | _         | 433,32               | 8     |

Женщины
| Спортсмены                       | Соревнование                 | Четвертьфинал | Четвертьфинал | Полуфинал             | Полуфинал             | Финал                 | Место |
| Спортсмены                       | Соревнование                 | Результат     | Место         | Результат             | Место                 | Результат             | Место |
| -------------------------------- | ---------------------------- | ------------- | ------------- | --------------------- | --------------------- | --------------------- | ----- |
| Фёдорова Елена                   | Трамплин, 3 метра            | 308,70        | 14            | 314,70                | 12                    | 317,80                | 9     |
| Письменская Анна                 | Трамплин, 3 метра            | 271,50        | 21            | Завершила выступление | Завершила выступление | Завершила выступление | 21    |
| Прокопчук Юлия                   | Вышка, 10 метров             | 324,85        | 11            | 315,80                | 12                    | 344,55                | 12    |
| Письменская Анна Фёдорова Елена  | Синхронный трамплин, 3 метра | _             | _             | _                     | _                     | 302,40                | 6     |
| Потехина Виктория Прокопчук Юлия | Синхронная вышка, 10 метров  | _             | _             | _                     | _                     | 299,64                | 8     |

#### Синхронное плавание
Спортсменов — 2
| Спортсменки                 | Соревнование | Техническая программа | Техническая программа | Полуфинал произвольной программы | Полуфинал произвольной программы | Полуфинал произвольной программы | Полуфинал произвольной программы | Финал произвольной программы | Финал произвольной программы | Всего очков | Место |
| Спортсменки                 | Соревнование | Очков                 | Место                 | Очков                            | Место                            | Всего очков                      | Место                            | Очков                        | Место                        | Всего очков | Место |
| --------------------------- | ------------ | --------------------- | --------------------- | -------------------------------- | -------------------------------- | -------------------------------- | -------------------------------- | ---------------------------- | ---------------------------- | ----------- | ----- |
| Сидоренко Ксения Юшко Дарья | Дуэты        | 92,200                | 6                     | 92,140                           | 6                                | 184,340                          | 6                                | 92,670                       | 6                            | 184,870     | 6     |

### Гимнастика
Спортсменов — 16

#### Спортивная гимнастика
Спортсменов — 6
Мужчины
| Спортсмен                                                                     | Соревнование          | Снаряд             | Снаряд | Снаряд | Снаряд         | Снаряд | Снаряд      | Полуфинал      | Полуфинал      | Финал                | Место          |
| Спортсмен                                                                     | Соревнование          | Вольные упражнения | Конь   | Кольца | Опорный прыжок | Брусья | Перекладина | Очки           | Место          | Очки                 | Место          |
| ----------------------------------------------------------------------------- | --------------------- | ------------------ | ------ | ------ | -------------- | ------ | ----------- | -------------- | -------------- | -------------------- | -------------- |
| Куксенков Николай                                                             | Абсолютное первенство | 14,533             | 14,900 | 15,000 | 15,766         | 15,066 | 14,666      | 89,931         | 6              | 90,432               | 4              |
| Верняев Олег                                                                  | Абсолютное первенство | 15,033             | 14,366 | 14,600 | 16,333         | 14,566 | 14,066      | 88,964         | 13             | 88,931               | 11             |
| Олег Степко                                                                   | Абсолютное первенство | 15,033             | 14,400 | 14,866 | 15,916         | 13,366 | 13,466      | 87,047         | 20             | Завершил выступление | 20             |
| Радивилов Игорь                                                               | Абсолютное первенство | _                  | _      | 15,300 | 16,266         | _      | _           | Не финишировал | Не финишировал | Не финишировал       | Не финишировал |
| Радивилов Игорь                                                               | Опорный прыжок        | _                  | _      | _      | _              | _      | _           | 16,266         | 8              | 16,316               |                |
| Наконечный Виталий                                                            | Абсолютное первенство | 14,066             | 14,933 | _      | _              | 14,133 | 14,800      | Не финишировал | Не финишировал | Не финишировал       | Не финишировал |
| Наконечный Виталий                                                            | Конь                  | _                  | _      | _      | _              | _      | _           | 14,933         | 6              | 14,766               | 6              |
| Куксенков Николай Верняев Олег Олег Степко Радивилов Игорь Наконечный Виталий | Командное первенство  | 44,599             | 44,233 | 45,166 | 48,515         | 43,765 | 43,532      | 269,810        | 7              | 271,526              | 4              |

Женщины
| Спортсмен         | Соревнование          | Снаряд             | Снаряд | Снаряд | Снаряд         | Полуфинал | Полуфинал | Финал                 | Место |
| Спортсмен         | Соревнование          | Вольные упражнения | Бревно | Брусья | Опорный прыжок | Очки      | Место     | Очки                  | Место |
| ----------------- | --------------------- | ------------------ | ------ | ------ | -------------- | --------- | --------- | --------------------- | ----- |
| Кононенко Наталья | Абсолютное первенство | 12,833             | 13,433 | 12,066 | 12,500         | 50,832    | 44        | Завершила выступление | 44    |

#### Художественная гимнастика
Спортсменов — 8
Индивидуальные соревнования
| Спортсмен        | Полуфинал | Полуфинал | Полуфинал | Полуфинал | Полуфинал | Полуфинал | Финал  | Финал  | Финал  | Финал  | Сумма очков | Место |
| Спортсмен        | Обруч     | Мяч       | Булавы    | Лента     | Сумма     | Место     | Обруч  | Мяч    | Булавы | Лента  | Сумма очков | Место |
| ---------------- | --------- | --------- | --------- | --------- | --------- | --------- | ------ | ------ | ------ | ------ | ----------- | ----- |
| Максименко Алина | 27,300    | 28,125    | 27,800    | 26,800    | 110,025   | 7 Q       | 27.950 | 26.675 | 27.550 | 27.450 | 109,625     | 6     |
| Ризатдинова Анна | 27,350    | 26,800    | 27,750    | 26,950    | 108,850   | 10 Q      | 26,750 | 27,050 | 27,100 | 26,500 | 107,400     | 10    |

Командные соревнования
| Состав                                                                                            | Полуфинал | Полуфинал | Полуфинал        | Полуфинал        | Полуфинал | Полуфинал | Финал   | Финал   | Финал            | Финал            | Сумма очков | Место |
| Состав                                                                                            | 5 мячей   | 5 мячей   | 3 ленты 2 обруча | 3 ленты 2 обруча | Сумма     | Место     | 5 мячей | 5 мячей | 3 ленты 2 обруча | 3 ленты 2 обруча | Сумма очков | Место |
| Состав                                                                                            | Очки      | Место     | Очки             | Место            | Сумма     | Место     | Очки    | Место   | Очки             | Место            | Сумма очков | Место |
| ------------------------------------------------------------------------------------------------- | --------- | --------- | ---------------- | ---------------- | --------- | --------- | ------- | ------- | ---------------- | ---------------- | ----------- | ----- |
| Дмитраш Елена, Гомон Евгения, Гудым Валерия, Виктория Ленишин, Мазур Виктория, Прокопова Светлана | 27.050    | 6         | 27.100           | 5                | 54.150    | 6         | 27,200  | 5       | 27,175           | 5                | 54,375      | 5     |

#### Прыжки на батуте
Спортсменов — 2
| Спортсмен    | Соревнования           | Полуфинал | Полуфинал | Финал                 | Место |
| Спортсмен    | Соревнования           | Очков     | Место     | Очков                 | Место |
| ------------ | ---------------------- | --------- | --------- | --------------------- | ----- |
| Юрий Никитин | Индивидуальные мужские | 79,100    | 14        | Завершил выступление  | 14    |
| Кийко Марина | Индивидуальные женские | 73,460    | 16        | Завершила выступление | 16    |

### Гребля на байдарках и каноэ
Спортсменов — 2
| Спортсмен               | Соревнование | Четвертьфинал | Четвертьфинал | Полуфинал | Полуфинал | Финал    | Место |
| Спортсмен               | Соревнование | Время         | Место         | Время     | Место     | Время    | Место |
| ----------------------- | ------------ | ------------- | ------------- | --------- | --------- | -------- | ----- |
| Чебан Юрий              | C-1, 200 м   | 41,036        | 2             | 40,647    | 3         | 42,291   |       |
| Осипенко-Радомская Инна | K-1, 200 м   | 42,119        | 3             | 41,360    | 5         | 45,053   |       |
| Осипенко-Радомская Инна | K-1, 500 м   | 1:52,268      | 4             | 1:51,515  | 2         | 1:52,685 |       |

### Дзюдо
Спортсменов — 10
Соревнования по дзюдо проводились по системе на выбывание. Утешительные встречи проводились между спортсменами, потерпевшими поражение в четвертьфинале турнира. Победители утешительных встреч встречались в схватке за 3-е место со спортсменами, проигравшими в полуфинале в противоположной половине турнирной сетки.
Мужчины
| Спортсмен            | Категория    | 1/32 финала                               | 1/16 финала                                       | Четвертьфинал        | Полуфинал            | Финал                | Утешительный полуфинал | Матч за 3-е место    | Место |
| Спортсмен            | Категория    | Соперник Результат                        | Соперник Результат                                | Соперник Результат   | Соперник Результат   | Соперник Результат   | Соперник Результат     | Соперник Результат   | Место |
| -------------------- | ------------ | ----------------------------------------- | ------------------------------------------------- | -------------------- | -------------------- | -------------------- | ---------------------- | -------------------- | ----- |
| Георгий Зантарая     | До 60 кг     | Не участвовал                             | Элио Верде (ITA) Поражение 0002 : 0010            | Завершил выступление | Завершил выступление | Завершил выступление | Завершил выступление   | Завершил выступление | 17    |
| Дребот Сергей        | До 66 кг     | Чо Джунхо (KOR) Поражение 0002 : 0011     | Завершил выступление                              | Завершил выступление | Завершил выступление | Завершил выступление | Завершил выступление   | Завершил выступление | 33    |
| Сорока Владимир      | До 73 кг     | Пина Жуан (POR) Победа 0102 : 0011        | Сайнжаргалын Ням-Очир (MGL) Поражение 0002 : 0011 | Завершил выступление | Завершил выступление | Завершил выступление | Завершил выступление   | Завершил выступление | 17    |
| Василенко Артём      | До 81 кг     | Ислам Бозбаев (KAZ) Поражение 0001 : 0100 | Завершил выступление                              | Завершил выступление | Завершил выступление | Завершил выступление | Завершил выступление   | Завершил выступление | 33    |
| Гонтюк Роман         | До 90 кг     | Тиагу Камилу (BRA) Поражение 0001 : 1001  | Завершил выступление                              | Завершил выступление | Завершил выступление | Завершил выступление | Завершил выступление   | Завершил выступление | 33    |
| Блошенко Артём       | До 100 кг    | Келли Дэниел (AUS) Победа 0010 : 0003     | Хван Хитхэ (KOR) Поражение 0000 : 1001            | Завершил выступление | Завершил выступление | Завершил выступление | Завершил выступление   | Завершил выступление | 17    |
| Бондаренко Станислав | Свыше 100 кг | Матьяж Церай (SLO) Поражение 0002 : 0021  | Завершил выступление                              | Завершил выступление | Завершил выступление | Завершил выступление | Завершил выступление   | Завершил выступление | 33    |

Женские соревнования
| Спортсмен         | Категория   | 1/32                                       | 1/16                                       | Четвертьфинал                        | Полуфинал             | Финал                 | Утешительный полуфинал                  | Матч за 3-е место                          | Место |
| Спортсмен         | Категория   | Соперник Результат                         | Соперник Результат                         | Соперник Результат                   | Соперник Результат    | Соперник Результат    | Соперник Результат                      | Соперник Результат                         | Место |
| ----------------- | ----------- | ------------------------------------------ | ------------------------------------------ | ------------------------------------ | --------------------- | --------------------- | --------------------------------------- | ------------------------------------------ | ----- |
| Наталья Смаль     | До 70 кг    | Бланко Сесилия (ESP) Поражение 0002 : 0011 | Завершила выступление                      | Завершила выступление                | Завершила выступление | Завершила выступление | Завершила выступление                   | Завершила выступление                      | 33    |
| Марина Прищепа    | До 78 кг    | _                                          | Одри Чомэо (FRA) Поражение 0000 : 0100     | Завершила выступление                | Завершила выступление | Завершила выступление | Завершила выступление                   | Завершила выступление                      | 17    |
| Киндзерская Ирина | Свыше 78 кг | _                                          | Коджатюрк Гюльшах (TUR) Победа 0103 : 0002 | Тун Вэнь (CHN) Поражение 0000 : 0001 | Завершила выступление | Завершила выступление | Елена Иващенко (RUS) Победа 0002 : 0001 | Карина Брайант (GBR) Поражение 0011 — 0020 | 5     |

### Конный спорт
Спортсменов — 5

#### Выездка
| Спортсмен         | Соревнование              | Результат | Место |
| ----------------- | ------------------------- | --------- | ----- |
| Киселёва Светлана | Индивидуальное первенство | 66,763 %  | 46    |

#### Конкур
В каждом из раундов спортсменам необходимо было пройти дистанцию с разным количеством препятствий и разным лимитом времени. За каждое сбитое препятствие спортсмену начислялось 4 штрафных балла, за превышение лимита времени 1 штрафное очко (за каждые 5 секунд). В финал личного первенства могло пройти только три спортсмена от одной страны. В зачёт командных соревнований шли три лучших результата, показанные спортсменами во время личного первенства.
| Соревнование              | Спортсмены                                                     | Квалификация | Квалификация | Квалификация         | Квалификация         | Квалификация         | Квалификация          | Квалификация          | Квалификация          | Финал                 | Финал                 | Финал                 | Финал                 | Финал |
| Соревнование              | Спортсмены                                                     | 1 раунд      | 1 раунд      | 2 раунд              | Всего                | Всего                | 3 раунд               | Всего                 | Всего                 | Финал A               | Финал A               | Финал B               | Всего                 | Всего |
| Соревнование              | Спортсмены                                                     | Штраф        | Место        | Штраф                | Штраф                | Место                | Штраф                 | Штраф                 | Место                 | Штраф                 | Место                 | Штраф                 | Штраф                 | Место |
| ------------------------- | -------------------------------------------------------------- | ------------ | ------------ | -------------------- | -------------------- | -------------------- | --------------------- | --------------------- | --------------------- | --------------------- | --------------------- | --------------------- | --------------------- | ----- |
| Индивидуальное первенство | Кассио Риветти на Temple Road                                  | 0            | 1 (Q)        | 5                    | 5                    | 27 (Q)               | 12                    | 17                    | 37 (Q)                | 5                     | 20 (Q)                | 4                     | 9                     | 12    |
| Индивидуальное первенство | Бьорн Нагель на Niack de l’Abbaye                              | 4            | 42 (Q)       | 4                    | 8                    | 31 (Q)               | 13                    | 21                    | 41                    | Завершил выступление  | Завершил выступление  | Завершил выступление  | Завершил выступление  | 41    |
| Индивидуальное первенство | Катарина Оффель на Vivant                                      | 4            | 42 (Q)       | 12                   | 16                   | 58                   | Завершила выступление | Завершила выступление | Завершила выступление | Завершила выступление | Завершила выступление | Завершила выступление | Завершила выступление | 58    |
| Индивидуальное первенство | Александр Онищенко на Comte d’Arsouilles                       | 18           | 70           | Завершил выступление | Завершил выступление | Завершил выступление | Завершил выступление  | Завершил выступление  | Завершил выступление  | Завершил выступление  | Завершил выступление  | Завершил выступление  | Завершил выступление  | 70    |
| Командное первенство      | Кассио Риветти Бьорн Нагель Катарина Оффель Александр Онищенко |              |              | 5 4 12 23            | 21                   | 14                   | Завершили выступление | Завершили выступление |                       |                       |                       |                       |                       | 14    |

### Лёгкая атлетика
Спортсменов — 77
Мужчины
Трековые и шоссейные дисциплины
| Спортсмен            | Дисциплина              | Четвертьфинал | Четвертьфинал | Полуфиналы           | Полуфиналы           | Финал                | Место          |                |
| Спортсмен            | Дисциплина              | Результат     | Место         | Результат            | Место                | Результат            | Место          |                |
| -------------------- | ----------------------- | ------------- | ------------- | -------------------- | -------------------- | -------------------- | -------------- | -------------- |
| Смелик Сергей        | 200 м                   | 20,65         | 22            | Завершил выступление | Завершил выступление | Завершил выступление | 22             |                |
| Бутрым Виталий       | 400 м                   | 47,62         | 42            | Завершил выступление | Завершил выступление | Завершил выступление | 44             |                |
| Лебедь Сергей        | 5 000 м                 | 13:53,15      | 36            | Завершил выступление | Завершил выступление | Завершил выступление | 36             |                |
| Лабовский Николай    | 10 000 м                | _             | _             | _                    | _                    | 29:32:12             | 26             |                |
| Мельников Станислав  | 400 м с барьерами       | 50,13         | 24            | 50,19                | 19                   | Завершил выступление | 19             |                |
| Слободенюк Вадим     | 3 000 м с препятствиями | 8:23,35       | 15            | Завершил выступление | Завершил выступление | Завершил выступление | 15             |                |
| Коваленко Назар      | Ходьба на 20 км         | _             | _             | _                    | _                    | 1:22:54              | 27             |                |
| Дмитренко Руслан     | Ходьба на 20 км         | _             | _             | _                    | _                    | 1:23:21              | 30             |                |
| Лосев Иван           | Ходьба на 20 км         | _             | _             | _                    | _                    | 1:26:50              | 47             |                |
| Будза Сергей         | Ходьба на 50 км         | _             | _             | _                    | _                    | 3:56:35              | 35             |                |
| Главан Игорь         | Ходьба на 50 км         | _             | _             | _                    | _                    | 3:48:07              | 19             |                |
| Казанин Алексей      | Ходьба на 50 км         | _             | _             | _                    | _                    | Не финишировал       | Не финишировал | Не финишировал |
| Бабарыка Иван        | Марафон                 | _             | _             | _                    | _                    | 2:21:52              | 59             |                |
| Шафар Виталий        | Марафон                 | _             | _             | _                    | _                    | 2:16:36              | 29             |                |
| Ситковский Александр | Марафон                 | _             | _             | _                    | _                    | 2:12:56              | 12             |                |

Технические дисциплины
| Спортсмен         | Дисциплина      | Полуфинал          | Полуфинал      | Финал                | Место          |
| Спортсмен         | Дисциплина      | Результат в метрах | Место          | Результат в метрах   | Место          |
| ----------------- | --------------- | ------------------ | -------------- | -------------------- | -------------- |
| Авраменко Роман   | Метание копья   | 80,06              | 14             | Завершил выступление | 14             |
| Пятница Александр | Метание копья   |                    |                |                      |                |
| Дриголь Александр | Метание молота  | 69,57              | 34             | Завершил выступление | 34             |
| Рубанко Артём     | Метание молота  | Не финишировал     | Не финишировал | Не финишировал       | Не финишировал |
| Сокирский Алексей | Метание молота  | 77,65              | 4              | 78,25                | 4              |
| Нестеренко Никита | Метание диска   | 59,17              | 34             | Завершил выступление | 34             |
| Семёнов Андрей    | Толкание ядра   | Не финишировал     | Не финишировал | Не финишировал       | Не финишировал |
| Бондаренко Богдан | Прыжки в высоту | 2,26               | 7              | 2,29                 | 7              |
| Демьянюк Дмитрий  | Прыжки в высоту | 2,21               | 16             | Завершил выступление | 16             |
| Проценко Андрей   | Прыжки в высоту | 2,29               | 1              | 2,25                 | 9              |
| Эль-Шериф Шериф   | Тройной прыжок  | 16,60              | 13             | Завершил выступление | 13             |
| Кузнецов Виктор   | Прыжки в длину  | 7,50               | 30             | Завершил выступление | 30             |
| Мазурик Максим    | Прыжки с шестом | 5,35               | 18             | Завершил выступление | 18             |
| Юрченко Денис     | Прыжки с шестом | Не финишировал     | Не финишировал | Не финишировал       | Не финишировал |

Многоборье — Десятиборье
| Спортсмен        | Соревнование | 100 м | Прыжок в длину | Толкание ядра | Прыжок в высоту | 400 м | 110 м с барьерами | Метание диска | Прыжок с шестом | Метание копья | 1500 м  | Сумма очков | Место |
| ---------------- | ------------ | ----- | -------------- | ------------- | --------------- | ----- | ----------------- | ------------- | --------------- | ------------- | ------- | ----------- | ----- |
| Касьянов Алексей | Результат    | 10,56 | 7,55           | 14,45         | 1,99            | 48,44 | 14,09             | 46,72         | 4,60            | 54,87         | 4:33,68 | 8283        | 7     |
| Касьянов Алексей | Очки         | 961   | 947            | 756           | 794             | 888   | 963               | 802           | 790             | 661           | 721     | 8283        | 7     |

Женщины
Трековые и шоссейные дисциплины
| Погребняк Наталья                                                                                                 | 100 м                  | 11,46           | 39              | Завершила выступление | Завершила выступление | Завершила выступление | 39              |                 |                 |                 |
| Повх Олеся | 100 м                  | 11,18           | 19              | 11,30                 | 17                    | Завершила выступление | 17              |                 |                 |                 |
| Брызгина Елизавета                                                                                                | 200 м                  | 22,82           | 14              | 22,64                 | 11                    | Завершила выступление | 11              |                 |                 |                 |
| Стуй Кристина | 200 м                  | 22,66           | 7               | 22,76                 | 14                    | Завершила выступление | 14              |                 |                 |                 |
| Ремень Мария | 200 м                  | 22,58           | 3               | 22,62                 | 9                     | Завершила выступление | 9               |                 |                 |                 |
| Логвиненко Алина                                                                                                  | 400 м                  | 52,08           | 17              | 51,38                 | 12                    | Завершила выступление | 12              |                 |                 |                 |
| Пигида Наталья | 400 м                  | 51,09           | 9               | 51,41                 | 14                    | Завершила выступление | 14              |                 |                 |                 |
| Кревсун Юлия | 800 м                  | Не финишировала | Не финишировала | Не финишировала       | Не финишировала       | Не финишировала       | Не финишировала |                 |                 |                 |
| Лобанова Лилия | 800 м                  | Не финишировала | Не финишировала | Не финишировала       | Не финишировала       | Не финишировала       | Не финишировала |                 |                 |                 |
| Лупу Наталья | 800 м                  | 2:08,35         | 25              | 2:01,63               | 18                    | Завершила выступление | 18              |                 |                 |                 |
| Мищенко Анна | 1500 м                 | 4:13,63         | 28              | Завершила выступление | Завершила выступление | Завершила выступление | 28              |                 |                 |                 |
| Шевченко Анжелика                                                                                                 | 1500 м                 | 4:12,97         | 24              | Завершила выступление | Завершила выступление | Завершила выступление | 24              |                 |                 |                 |
| Коваленко Людмила                                                                                                 | 5000 м                 | 15:18,60        | 24              | Завершила выступление | Завершила выступление | Завершила выступление | 24              |                 |                 |                 |
| Ярощук Анна | 400 м с барьерами      | 54,81           | 9               | 55,51                 | 12                    | Завершила выступление | 12              |                 |                 |                 |
| Титимец Анна | 400 м с барьерами      | 55,08           | 11              | 55,10                 | 9                     | Завершила выступление | 9               |                 |                 |                 |
| Шмидт Светлана | 3000 м с препятствиями | 10:01,09        | 39              | Завершила выступление | Завершила выступление | Завершила выступление | 39              |                 |                 |                 |
| Горпинич Валентина                                                                                                | 3000 м с препятствиями | 9:37,90         | 22              | Завершила выступление | Завершила выступление | Завершила выступление | 22              |                 |                 |                 |
| Шумкина Елена | Ходьба на 20 км        | _               | _               | _                     | _                     | 1:36:42               | 50              |                 |                 |                 |
| Боровская Надежда                                                                                                 | Ходьба на 20 км        | _               | _               | _                     | _                     | 1:30:03               | 16              |                 |                 |                 |
| Яковенко Ольга | Ходьба на 20 км        | _               | _               | _                     | _                     | 1:32:07               | 27              |                 |                 |                 |
| Бурковская Елена                                                                                                  | Марафон                | _               | _               | _                     | _                     | 2:33:26               | 48              |                 |                 |                 |
| Филонюк Татьяна                                                                                                   | Марафон                | _               | _               | _                     | _                     | Не финишировала       | Не финишировала | Не финишировала | Не финишировала | Не финишировала |
| Гамера-Шмырко Татьяна                                                                                             | Марафон                | _               | _               | _                     | _                     | 2:24:32               | 5               |                 |                 |                 |
| Брызгина Елизавета Погребняк Наталья Повх Олеся Пятаченко Виктория Ремень Мария Стуй Кристина                     | Эстафета 4×100 м       | _               | _               | 42,36                 | 3                     | 42,04                 |                 |                 |                 |                 |
| Баралей Юлия Логвиненко Алина Олишевская Юлия Приступа Дарья Пигида Наталья Земляк Ольга Титимец Анна Ярощук Анна | Эстафета 4×400 м       | _               | _               | 3:25,90               | 5                     | 3:23,95               |                 |                 |                 |                 |

Технические дисциплины
| Спортсмен            | Дисциплина      | Полуфинал          | Полуфинал | Финал                 | Место |
| Спортсмен            | Дисциплина      | Результат в метрах | Место     | Результат в метрах    | Место |
| -------------------- | --------------- | ------------------ | --------- | --------------------- | ----- |
| Дорожон Маргарита    | Метание копья   | 56,74              | 28        | Завершила выступление | 28    |
| Гацко Анна           | Метание копья   | 58,37              | 22        | Завершила выступление | 22    |
| Ребрик Вера          | Метание копья   | 58,97              | 19        | Завершила выступление | 19    |
| Карсак Екатерина     | Метание диска   | 58,64              | 28        | Завершила выступление | 28    |
| Семёнова Наталья     | Метание диска   | 60,61              | 18        | Завершила выступление | 18    |
| Новожилова Ирина     | Метание молота  | 65,35              | 33        | Завершила выступление | 33    |
| Скидан Анна          | Метание молота  | 68,50              | 19        | Завершила выступление | 19    |
| Демидова Анна        | Тройной прыжок  | 13,97              | 15        | Завершила выступление | 15    |
| Князева Анна         | Тройной прыжок  | 14,33              | 6         | 14,56                 | 4     |
| Саладуха Ольга       | Тройной прыжок  | 14,35              | 5         | 14,79                 |       |
| Алёна Холоша         | Прыжки в высоту | 1,90               | 15        | Завершила выступление | 15    |
| Стёпина Виктория     | Прыжки в высоту | 1,80               | 34        | Завершила выступление | 34    |
| Кущ Наталья          | Прыжки с шестом | 4,25               | 19        | Завершила выступление | 19    |
| Шелех Анна           | Прыжки с шестом | 4,10               | 31        | Завершила выступление | 31    |
| Рыбалко Виктория     | Прыжки в длину  | 6,29               | 20        | Завершила выступление | 20    |
| Твердохлеб Маргарита | Прыжки в длину  | 6,19               | 26        | Завершила выступление | 26    |

Многоборье — Семиборье
| Спортсмен          | Соревнование | 100 м | Прыжок в высоту | Толкание ядра | 200 м | Прыжок в длину | Метание копья   | 800 м           | Сумма очков     | Место           |                 |
| ------------------ | ------------ | ----- | --------------- | ------------- | ----- | -------------- | --------------- | --------------- | --------------- | --------------- | --------------- |
| Добрынская Наталья | Результат    | 13,57 | 1,83            | 15,05         | 24,69 | 5,70           | Не финишировала | Не финишировала | Не финишировала | Не финишировала | Не финишировала |
| Добрынская Наталья | Очки         | 1040  | 1016            | 864           | 915   | 542            | Не финишировала | Не финишировала | Не финишировала | Не финишировала | Не финишировала |
| Мельниченко Анна   | Результат    | 13,32 | 1,80            | 12,96         | 24,09 | 6,40           | 43,86           | 2:12,90         | 6392            | 10              |                 |
| Мельниченко Анна   | Очки         | 1077  | 978             | 725           | 972   | 975            | 742             | 923             | 6392            | 10              |                 |
| Йосипенко Людмила  | Результат    | 13,25 | 1,83            | 13,90         | 23,68 | 6,31           | 49,63           | 2:13,28         | 6618            | 4               |                 |
| Йосипенко Людмила  | Очки         | 1087  | 1016            | 787           | 1012  | 946            | 853             | 917             | 6618            | 4               |                 |

### Настольный теннис
Спортсменов — 4
Соревнования по настольному теннису проходили по системе плей-офф. Каждый матч продолжался до тех пор, пока один из теннисистов не выигрывал 4 партии. Сильнейшие 16 спортсменов начинали соревнования с третьего раунда, следующие 16 по рейтингу стартовали со второго раунда.
Мужчины
| Соревнование     | Спортсмены            | Квалификация       | Первый раунд               | Второй раунд                 | Третий раунд         | 1/8 финала           | Четвертьфинал        | Полуфинал            | Финал                | Место |
| Соревнование     | Спортсмены            | Соперник Результат | Соперник Результат         | Соперник Результат           | Соперник Результат   | Соперник Результат   | Соперник Результат   | Соперник Результат   | Соперник Результат   | Место |
| ---------------- | --------------------- | ------------------ | -------------------------- | ---------------------------- | -------------------- | -------------------- | -------------------- | -------------------- | -------------------- | ----- |
| Одиночный разряд | Александр Дидух (40)  | Не участвовал      | М. Агирре (PAR) (56) В 4:3 | Чэнь Вэйсин (AUT) (18) П 0:4 | Завершил выступление | Завершил выступление | Завершил выступление | Завершил выступление | Завершил выступление | 33    |
| Одиночный разряд | Ярослав Жмуденко (32) | Не участвовал      | О. Ассар (EGY)' (58) П 1:4 | Завершил выступление         | Завершил выступление | Завершил выступление | Завершил выступление | Завершил выступление | Завершил выступление | 49    |

Женщины
| Спортсмен          | Соревнование             | 1/64 финала                     | 1/32 финала                         | 1/16 финала                   | 1/8 финала            | Четвертьфинал         | Полуфинал             | Финал                 | Место |
| Спортсмен          | Соревнование             | Соперник Результат              | Соперник Результат                  | Соперник Результат            | Соперник Результат    | Соперник Результат    | Соперник Результат    | Соперник Результат    | Место |
| ------------------ | ------------------------ | ------------------------------- | ----------------------------------- | ----------------------------- | --------------------- | --------------------- | --------------------- | --------------------- | ----- |
| Маргарита Песоцкая | Одиночный женский разряд | _                               | Сара Рамирес (ESP) Победа 4 : 1     | Ли Джиа (NED) Поражение 0 : 4 | Завершила выступление | Завершила выступление | Завершила выступление | Завершила выступление | 17    |
| Биленко Татьяна    | Одиночный женский разряд | Медина Паула (COL) Победа 4 : 1 | Додин Даниэла (ROU) Поражение 3 : 4 | Завершила выступление         | Завершила выступление | Завершила выступление | Завершила выступление | Завершила выступление | 33    |

### Парусный спорт
Спортсменов — 4
Соревнования по парусному спорту в каждом из классов состояли из 10 гонок, за исключением класса 49er, где проводилось 15 заездов. В каждой гонке спортсмены стартовали одновременно. Победителем каждой из гонок становился экипаж, первым пересекший финишную черту. Количество очков, идущих в общий зачёт, соответствовало занятому командой месту. 10 лучших экипажей по результатам 10 гонок попадали в медальную гонку, результаты которой также шли в общий зачёт. В случае если участник соревнований не смог завершить гонку ему начислялось количество очков, равное количеству участников плюс один. При итоговом подсчёте очков не учитывался худший результат, показанный экипажем в одной из гонок. Сборная, набравшая наименьшее количество очков, становится олимпийским чемпионом.
Мужчины
| Класс | Спортсмены       | Гонка | Гонка | Гонка | Гонка | Гонка | Гонка | Гонка | Гонка | Гонка | Гонка | Гонка                | Очки | Место |
| Класс | Спортсмены       | 1     | 2     | 3     | 4     | 5     | 6     | 7     | 8     | 9     | 10    | M                    | Очки | Место |
| ----- | ---------------- | ----- | ----- | ----- | ----- | ----- | ----- | ----- | ----- | ----- | ----- | -------------------- | ---- | ----- |
| RS:X  | Максим Оберемко  | 36    | 35    | 16    | 28    | 17    | 31    | 23    | 14    | 6     | 11    | Не участвовал        | 181  | 23    |
| Финн  | Алексей Борисов  | 21    | 19    | 21    | 17    | 19    | 23    | 17    | 23    | 21    | 15    | Завершил выступление | 196  | 19    |
| Лазер | Кудряшов Валерий | 48    | 38    | 42    | 44    | 48    | 46    | 42    | 48    | 46    | 32    | Завершил выступление | 432  | 44    |

Женщины
| Класс | Спортсмены     | Гонка | Гонка | Гонка | Гонка | Гонка | Гонка | Гонка | Гонка | Гонка | Гонка | Гонка           | Очки | Место |
| Класс | Спортсмены     | 1     | 2     | 3     | 4     | 5     | 6     | 7     | 8     | 9     | 10    | Медальная гонка | Очки | Место |
| ----- | -------------- | ----- | ----- | ----- | ----- | ----- | ----- | ----- | ----- | ----- | ----- | --------------- | ---- | ----- |
| RS:X  | Ольга Масливец | 4     | 8     | 4     | 10    | 6     | 4     | 4     | 6     | 4     | 6     | 2               | 48   | 4     |

Использованы следующие сокращения:
- M — медальная гонка

### Современное пятиборье
Спортсменов — 4
Современное пятиборье включает в себя: стрельбу, плавание, фехтование, верховую езду и бег. Впервые в истории соревнования по современному пятиборью проводились в новом формате. Бег и стрельба были объединены в один вид — комбайн. В комбайне спортсмены стартовали с гандикапом, набранным за предыдущие три дисциплины (4 очка = 1 секунда). Олимпийским чемпионом становится спортсмен, который пересекает финишную линию первым.
Мужчины
| Соревнование              | Спортсмены           | Фехтование | Фехтование | Фехтование | Плавание | Плавание | Плавание | Верховая езда | Верховая езда | Верховая езда | Комбайн  | Комбайн | Комбайн | Всего     | Всего |
| Соревнование              | Спортсмены           | Побед      | Очки       | Место      | Время    | Очки     | Место    | Штраф         | Очки          | Место         | Время    | Очки    | Место   | Результат | Место |
| ------------------------- | -------------------- | ---------- | ---------- | ---------- | -------- | -------- | -------- | ------------- | ------------- | ------------- | -------- | ------- | ------- | --------- | ----- |
| Индивидуальное первенство | Павел Тимощенко      | 13         | 712        | 33         | 2:08,15  | 1264     | 23       | 60            | 1140          | 14            | 10:48,37 | 2408    | 15      | 5524      | 23    |
| Индивидуальное первенство | Дмитрий Кирпулянский | 17         | 808        | 13         | 2:04,83  | 1304     | 16       | DNF           | 340           | 35            | 11:17,80 | 2288    | 28      | 4740      | 35    |

Женщины
| Соревнование      | Спортсмены       | Фехтование | Фехтование | Фехтование | Плавание  | Плавание | Плавание | Верховая езда | Верховая езда | Верховая езда | Комбайн   | Комбайн | Комбайн | Сумма очков | Место |
| Соревнование      | Спортсмены       | Результат  | Очки       | Место      | Результат | Очки     | Место    | Результат     | Очки          | Место         | Результат | Очки    | Место   | Сумма очков | Место |
| ----------------- | ---------------- | ---------- | ---------- | ---------- | --------- | -------- | -------- | ------------- | ------------- | ------------- | --------- | ------- | ------- | ----------- | ----- |
| Личное первенство | Виктория Терещук | 16:18      | 736        | 28         | 2:17,15   | 1472     | 25       | 20            | 2482          | 24            | 2:55,03   | 4996    | 23      | 4996        | 23    |
| Личное первенство | Ирина Хохлова    | 18:7       | 832        | 16         | 2:16,22   | 1664     | 14       | 2             | 2864          | 7             | 1:26,44   | 5192    | 10      | 5192        | 10    |

### Стрельба
Спортсменов — 8
Мужчины
| Спортсмен      | Соревнование                     | Полуфинал | Полуфинал | Результат в финале   | Сумма очков          | Место |
| Спортсмен      | Соревнование                     | Результат | Место     | Результат в финале   | Сумма очков          | Место |
| -------------- | -------------------------------- | --------- | --------- | -------------------- | -------------------- | ----- |
| Айвазян Артур  | Винтовка из трёх положений, 50 м | 1168      | 10        | Завершил выступление | Завершил выступление | 10    |
| Айвазян Артур  | Винтовка лёжа, 50 м              | 593       | 21        | Завершил выступление | Завершил выступление | 21    |
| Айвазян Артур  | Пневматическая винтовка, 10 м    | 593       | 19        | Завершил выступление | Завершил выступление | 19    |
| Кулиш Сергей   | Винтовка из трёх положений, 50 м | 1166      | 14        | Завершил выступление | Завершил выступление | 14    |
| Кулиш Сергей   | Винтовка лёжа, 50 м              | 583       | 49        | Завершил выступление | Завершил выступление | 49    |
| Кулиш Сергей   | Пневматическая винтовка, 10 м    | 593       | 18        | Завершил выступление | Завершил выступление | 18    |
| Бондарук Роман | Скоростной пистолет, 25 м        | 284       | 17        | Завершил выступление | Завершил выступление | 17    |
| Кушниров Денис | Пневматический пистолет, 10 м    | 577       | 19        | Завершил выступление | Завершил выступление | 19    |
| Омельчук Олег  | Пневматический пистолет, 10 м    | 583       | 6         | 100,6                | 683,6                | 5     |
| Омельчук Олег  | Пистолет, 50 м                   | 548       | 29        | Завершил выступление | Завершил выступление | 29    |

Женщины
| Спортсмен      | Соревнование                  | Полуфинал | Полуфинал | Результат в финале    | Сумма очков           | Место |
| Спортсмен      | Соревнование                  | Результат | Место     | Результат в финале    | Сумма очков           | Место |
| -------------- | ----------------------------- | --------- | --------- | --------------------- | --------------------- | ----- |
| Костевич Елена | Пистолет, 25 м                | 585       | 5         | 203.6                 | 788.6                 |       |
| Костевич Елена | Пневматический пистолет, 10 м | 387       | 2         | 99,6                  | 486.6                 |       |
| Шарипова Дарья | Винтовка с трёх позиций, 50 м | 573       | 38        | Завершила выступление | Завершила выступление | 38    |
| Шарипова Дарья | Пневматическая винтовка, 10 м | 395       | 13        | Завершила выступление | Завершила выступление | 13    |
| Тихова Дарья   | Винтовка с трёх позиций, 50 м | 577       | 26        | Завершила выступление | Завершила выступление | 26    |
| Тихова Дарья   | Пневматическая винтовка, 10 м | 394       | 23        | Завершила выступление | Завершила выступление | 23    |

### Стрельба из лука
Спортсменов — 6
Мужчины
| Спортсмен                                              | Соревнование              | Квалификация | Квалификация | 1/32 финала                                       | 1/16 финала                                          | 1/8 финала                                        | Четвертьфинал                                          | Полуфинал             | Финал                 | Место |
| Спортсмен                                              | Соревнование              | Результат    | Место        | Соперник Результат                                | Соперник Результат                                   | Соперник Результат                                | Соперник Результат                                     | Соперник Результат    | Соперник Результат    | Место |
| ------------------------------------------------------ | ------------------------- | ------------ | ------------ | ------------------------------------------------- | ---------------------------------------------------- | ------------------------------------------------- | ------------------------------------------------------ | --------------------- | --------------------- | ----- |
| Ивашко Маркиян (24 позиция)                            | Индивидуальное первенство | 667          | 24           | Куэста Элиас (ESP) (45 позиция) Победа 6 : 4      | Мьо Аунг Най (MYA) (56 позиция) Победа 7 : 1         | Го Чжэнвэй (TPE) (35 позиция) Поражение 0 : 6     | Завершил выступление                                   | Завершил выступление  | Завершил выступление  | 9     |
| Грачёв Дмитрий (28 позиция)                            | Индивидуальное первенство | 665          | 28           | Франджилли Микеле (ITA) (37 позиция) Победа 7 : 3 | Фурукава Такахару (JPN) (32 позиция) Поражение 4 : 6 | Завершил выступление                              | Завершил выступление                                   | Завершил выступление  | Завершил выступление  | 17    |
| Рубан Виктор (43 позиция)                              | Индивидуальное первенство | 660          | 43           | Лю Чжаоу (CHN) (22 позиция) Победа 6 : 5          | Чэнь Юйчэнь (TPE) (45 позиция) Победа 6 : 0          | Превос Гаэль (FRA) (9 позиция) Победа 6 : 4       | Поражение 1 : 7                                        | Завершил выступление  | Завершил выступление  | 5     |
| Рубан Виктор Грачёв Дмитрий Ивашко Маркиян (9 позиция) | Командное первенство      | 1992         | 9            | _                                                 | _                                                    | Великобритания · (8 позиция) · Победа · 223 : 212 | Республика Корея · (1 позиция) · Поражение · 220 : 227 | Завершили выступление | Завершили выступление | 5     |

Женщины
| Спортсмен                                                       | Соревнование              | Квалификация | Квалификация | 1/32 финала                                            | 1/16 финала           | 1/8 финала                                   | Четвертьфинал         | Полуфинал             | Финал                 | Место |
| Спортсмен                                                       | Соревнование              | Результат    | Место        | Соперник Результат                                     | Соперник Результат    | Соперник Результат                           | Соперник Результат    | Соперник Результат    | Соперник Результат    | Место |
| --------------------------------------------------------------- | ------------------------- | ------------ | ------------ | ------------------------------------------------------ | --------------------- | -------------------------------------------- | --------------------- | --------------------- | --------------------- | ----- |
| Палеха Екатерина (51 позиция)                                   | Индивидуальное первенство | 624          | 51           | Миранда Лик (USA) (14 позиция) Поражение 2 : 6         | Завершила выступление | Завершила выступление                        | Завершила выступление | Завершила выступление | Завершила выступление | 33    |
| Дорохова Татьяна (59 позиция)                                   | Индивидуальное первенство | 599          | 59           | Каниэ Микиэ (JPN) (6 позиция) Поражение 2 : 6          | Завершила выступление | Завершила выступление                        | Завершила выступление | Завершила выступление | Завершила выступление | 33    |
| Сиченикова Лидия (32 позиция)                                   | Индивидуальное первенство | 645          | 32           | Тимофеева Екатерина (BLR) (33 позиция) Поражение 5 : 6 | Завершила выступление | Завершила выступление                        | Завершила выступление | Завершила выступление | Завершила выступление | 33    |
| Палеха Екатерина Дорохова Татьяна Сиченикова Лидия (12 позиция) | Командное первенство      | 1868         | 12           | _                                                      | _                     | Япония (JPN) (5 позиция) Поражение 192 : 207 | Завершили выступление | Завершили выступление | Завершили выступление | 9     |

### Триатлон
Спортсменов — 2
| Спортсмен        | Соревнование                        | Плавание        | Велогонка       | Бег             | Суммарное время | Место           |
| ---------------- | ----------------------------------- | --------------- | --------------- | --------------- | --------------- | --------------- |
| Сапунов Данил    | Индивидуальные мужские соревнования | 18:08           | 59:35           | 32:38           | 1:52:32         | 42              |
| Елистратова Юлия | Индивидуальные женские соревнования | Не финишировала | Не финишировала | Не финишировала | Не финишировала | Не финишировала |

### Тхэквондо
Спортсменов — 2
Мужчины
| Спортсмен        | Соревнование | Турнир       | 1/8 финала                         | Четвертьфинал                         | Полуфинал                               | Финал                | Место |
| Спортсмен        | Соревнование | Турнир       | Соперник Результат                 | Соперник Результат                    | Соперник Результат                      | Соперник Результат   | Место |
| ---------------- | ------------ | ------------ | ---------------------------------- | ------------------------------------- | --------------------------------------- | -------------------- | ----- |
| Гусаров Григорий | до 68 кг     | За 1-е место | Логан Кэмпбелл (NZL) Победа 10 : 6 | Сервет Тазегюль (TUR) Поражение 2 : 9 | Завершил выступление                    | _                    |       |
| Гусаров Григорий | до 68 кг     | За 3-е место | _                                  | _                                     | Терренс Дженнингс (USA) Поражение 2 : 3 | Завершил выступление | 9     |

Женщины
| Спортсмен    | Соревнование | Турнир       | 1/8 финала                        | Четвертьфинал                          | Полуфинал             | Финал              | Место |
| Спортсмен    | Соревнование | Турнир       | Соперник Результат                | Соперник Результат                     | Соперник Результат    | Соперник Результат | Место |
| ------------ | ------------ | ------------ | --------------------------------- | -------------------------------------- | --------------------- | ------------------ | ----- |
| Конева Мария | свыше 67 кг  | За 1-е место | Надин Давани (JOR) Победа 18 : 13 | Гленис Эрнандес (CUB) Поражение 2 : 16 | Завершила выступление |                    |       |
| Конева Мария | свыше 67 кг  | За 3-е место | _                                 | _                                      | _                     | _                  |       |

### Теннис
Спортсменов — 2
| Стаховский Сергей   | Мужской одиночный турнир | Хьюитт Ллейтон (AUS) Поражение 3 : 6 : 4 3 : 6  | Завершил выступление  | 33 |
| Бондаренко Катерина | Женский одиночный турнир | Квитова Петра (CZE) Поражение 4 : 6 7 : 5 4 : 6 | Завершила выступление | 33 |

### Тяжёлая атлетика
Спортсменов — 9
Мужчины
| Спортсмен         | Категория    | Рывок             | Рывок             | Рывок             | Толчок            | Толчок            | Толчок            | Сумма             | Место             |
| Спортсмен         | Категория    | 1                 | 2                 | 3                 | 1                 | 2                 | 3                 | Сумма             | Место             |
| ----------------- | ------------ | ----------------- | ----------------- | ----------------- | ----------------- | ----------------- | ----------------- | ----------------- | ----------------- |
| Иванов Артём      | до 94 кг     | Не вышел на старт | Не вышел на старт | Не вышел на старт | Не вышел на старт | Не вышел на старт | Не вышел на старт | Не вышел на старт | Не вышел на старт |
| Константин Пилиев | до 94 кг     | 160 кг            | 166 кг            | 166 кг            | 200 кг            | 206 кг            | 206 кг            | 372 кг            | 12                |
| Тагиров Сергей    | до 105 кг    | 170 кг            | 173 кг            | 174 кг            | 200 кг            | 207 кг            | 208 кг            | 374 кг            | 10                |
| Торохтий Алексей  | до 105 кг    | 185 кг            | 190 кг            | 190 кг            | 220 кг            | 227 кг            | 227 кг            | 412 кг            |                   |
| Шимечко Игорь     | свыше 105 кг | 190 кг            | 196 кг            | 197 кг            | 225 кг            | 231 кг            | 232 кг            | 429 кг            | 6                 |
| Удачин Артём      | свыше 105 кг | Не вышел на старт | Не вышел на старт | Не вышел на старт | Не вышел на старт | Не вышел на старт | Не вышел на старт | Не вышел на старт | Не вышел на старт |

Женщины
| Спортсмен           | Категория   | Рывок             | Рывок             | Рывок             | Толчок            | Толчок            | Толчок            | Сумма             | Место             |
| Спортсмен           | Категория   | 1                 | 2                 | 3                 | 1                 | 2                 | 3                 | Сумма             | Место             |
| ------------------- | ----------- | ----------------- | ----------------- | ----------------- | ----------------- | ----------------- | ----------------- | ----------------- | ----------------- |
| Паратова Юлия       | до 53 кг    | 91 кг             | 94 кг             | 94 кг             | 105 кг            | 108 кг            | 108 кг            | 199 кг            | 5                 |
| Калина Юлия         | до 58 кг    | 101 кг            | 104 кг            | 106 кг            | 123 кг            | 127 кг            | 129 кг            | 235 кг            |                   |
| Чернявская Светлана | свыше 75 кг | Не вышла на старт | Не вышла на старт | Не вышла на старт | Не вышла на старт | Не вышла на старт | Не вышла на старт | Не вышла на старт | Не вышла на старт |

### Фехтование
Спортсменов — 7
В индивидуальных соревнованиях спортсмены сражаются три раунда по три минуты, либо до того момента, как один из спортсменов нанесёт 15 уколов. В командных соревнованиях поединок идёт 9 раундов по 3 минуты каждый, либо до 45 уколов. Если по окончании времени в поединке зафиксирован ничейный результат, то назначается дополнительная минута до «золотого» укола.
Мужчины
| Соревнование         | Спортсмены        | 1/32 финала        | 1/16 финала                              | 1/8 финала           | Четвертьфинал        | Полуфинал            | Матч за 3-е место    | Финал                | Место |
| Соревнование         | Спортсмены        | Соперник Результат | Соперник Результат                       | Соперник Результат   | Соперник Результат   | Соперник Результат   | Соперник Результат   | Соперник Результат   | Место |
| -------------------- | ----------------- | ------------------ | ---------------------------------------- | -------------------- | -------------------- | -------------------- | -------------------- | -------------------- | ----- |
| Индивидуальная шпага | Дмитрий Карюченко | _                  | Янник Борель (FRA) Поражение 10 : 15     | Завершил выступление | Завершил выступление | Завершил выступление | Завершил выступление | Завершил выступление | 17    |
| Индивидуальная сабля | Дмитрий Бойко     | Не участвовал      | Димитреску Рарез (ROU) Поражение 12 : 15 | Завершил выступление | Завершил выступление | Завершил выступление | Завершил выступление | Завершил выступление | 17    |

Женщины
| Соревнование          | Спортсмены                                     | 1/32 финала                        | 1/16 финала                             | 1/8 финала                             | Четвертьфинал                      | Полуфинал                             | Матч за 3-е место                    | Финал                               | Место |
| Соревнование          | Спортсмены                                     | Соперник Результат                 | Соперник Результат                      | Соперник Результат                     | Соперник Результат                 | Соперник Результат                    | Соперник Результат                   | Соперник Результат                  | Место |
| --------------------- | ---------------------------------------------- | ---------------------------------- | --------------------------------------- | -------------------------------------- | ---------------------------------- | ------------------------------------- | ------------------------------------ | ----------------------------------- | ----- |
| Индивидуальная шпага  | Пантелеева Ксения                              | Юнг Чи (HKG) Победа 15 : 11        | Ли На (CHN) Поражение 10 : 15           | Завершила выступление                  | Завершила выступление              | Завершила выступление                 | Завершила выступление                | Завершила выступление               | 17    |
| Индивидуальная шпага  | Кривицкая Елена                                | Сканлан Сюзи (USA) Победа 15 : 13  | Мароу Анка (ROU) Поражение 10 : 15      | Завершила выступление                  | Завершила выступление              | Завершила выступление                 | Завершила выступление                | Завершила выступление               | 17    |
| Индивидуальная шпага  | Шемякина Яна                                   | _                                  | Шутова Любовь (RUS) Победа 15 : 12      | Бранза Анна Мария (ROU) Победа 14 : 13 | Герман Симона (ROU) Победа 15 : 14 | Джидж Сун (CHN) Победа 14 : 13        | _                                    | Бритта Хайдеманн (GER) Победа 9 : 8 |       |
| Командная шпага       | Пантелеева Ксения Шемякина Яна Кривицкая Елена | _                                  | _                                       | _                                      | Россия (RUS) Поражение 34 : 45     | Завершили выступление                 | Завершили выступление                | Завершили выступление               | 5     |
| Индивидуальная рапира | Ольга Лелейко                                  | Хелфаоу Анисса (ALG) Победа 15 : 4 | Нам Хун Хи (KOR) Поражение 9 : 15       | Завершила выступление                  | Завершила выступление              | Завершила выступление                 | Завершила выступление                | Завершила выступление               | 17    |
| Индивидуальная сабля  | Ольга Харлан                                   | _                                  | Тчомакова Маргарита (BUL) Победа 15 : 8 | Микина Сабина (AZE) Победа 15 : 10     | Ирена Векки (ITA) Победа 15 : 9    | Великая Софья (RUS) Поражение 12 : 15 | Загунис Мариэль (USA) Победа 15 : 10 | Завершила выступлние                |       |